# Знаменовка (Волновахский район)
Знаменовка (укр. Знаменівка) — село на Украине, находится в Волновахском районе  Донецкой области.
Код КОАТУУ — 1421583202. Население по переписи 2001 года составляет 172 человека. Почтовый индекс — 85782. Телефонный код — 6244.

## Адрес местного совета
85754, Донецкая область, Волновахский р-н, с. Красновка, ул.Дзержинського, 26